# 人生二十甲
《人生二十甲》，是大愛電視一部描寫慈濟基金會志工陳吳雪與陳阿秋的真實人生電視劇，雷斯利傳媒製作，柯淑勤 、檢場 、吳沛寧 、蔡侑勳、謝麗金、張富貴、楊佩潔、陳奕宏等演員領銜主演，於2019年7月24日在大愛電視20:00首播。
2020年9月10日該劇入圍第15屆首爾國際電視節『最優秀長篇戲劇獎』
，以及該劇女主角柯淑勤飾演陳吳雪角色入圍第15屆首爾國際電視節『最優秀女演員獎』。

## 大愛會客室

### 首播
| 片名       | 頻道       | 播映日期      | 播映時間        |
| 大愛會客室 | 大愛海外台 | 2019年7月24日 | 21:00-21:11播出 |
| 大愛會客室 | 大愛電視台 | 2019年7月24日 | 00:19-00:30播出 |
| 大愛會客室 | 大愛海外台 | 2019年7月24日 | 09:49-10:00播出 |

## 播出時間
以下時間以當地時間（台灣時間）為準

### 電視首播
| 頻道                            | 所在地               | 播映日期                     | 播映時間                  |
| 大愛電視台 （數位頻道同步播出） | 台灣                 | 2019年7月24日－2019年8月27日 | 20:00-20:48播出（無廣告） |
| 大愛海外台                      | 與大愛電視台同步播出 | 2019年7月24日－2019年8月27日 | 20:00-21:00播出（含廣告） |

### 網路首播
| 頻道                 | 備註                 | 播映日期                     | 播映時間                  |
| Yahoo! TV            | 與大愛電視台同步播出 | 2019年7月24日－2019年8月27日 | 20:00-20:48播出（無廣告） |
| YouTube 大愛網路劇場 | 與大愛電視台同步播出 | 2019年7月24日－2019年8月27日 | 20:00-20:48播出（無廣告） |

## 演員列表

### 主要演員
| 演員   | 角色           | 介紹                                                           | 登場集數      |
| 柯淑勤 | 陳吳雪         | 綽號叫阿雪，本劇女主角，個性善良富有正義感，外表柔順內心堅強。 | 第1集－第25集 |
| 吳沛寧 | 陳吳雪(青年)   | 綽號叫阿雪，本劇女主角，個性善良富有正義感，外表柔順內心堅強。 | 第1集－第25集 |
| 林靖淋 | 陳吳雪(青少年) | 綽號叫阿雪，本劇女主角，個性善良富有正義感，外表柔順內心堅強。 | 第1集         |
| 檢場   | 陳阿秋         | 綽號叫阿秋，本劇男主角，年輕時職業從事觀音造墓顧墳的相關工作。 | 第1集－第25集 |
| 蔡侑勳 | 陳阿秋(青年)   | 綽號叫阿秋，本劇男主角，年輕時職業從事觀音造墓顧墳的相關工作。 | 第1集－第25集 |
| 謝麗金 | 美娥           | 。                                                             | 第1集－第25集 |
| 楊佩潔 | 美娥(青年)     | 。                                                             | 第1集－第25集 |
| 張富貴 | 泥鰍           | 。                                                             | 第1集－第25集 |
| 陳奕宏 | 泥鰍(青年)     | 。                                                             | 第1集－第25集 |

### 次要演員
| 演員   | 角色           | 介紹                       | 登場集數      |
| 鄭平君 | 阿秋父         | 。                         | 第1集－第25集 |
| 林義雄 | 阿雪父         | 。                         | 第1集－第25集 |
| 李秉樺 | 阿雪父(中年)   | 。                         | 第1集－第25集 |
| 馬惠珍 | 阿雪母         |                            | 第1集－第25集 |
| 呂俍慧 | 阿雪母(中年)   | 第1集－第25集              |               |
| 林靖淋 | 陳吳雪(青少年) | 喜歡把賺到的錢全部都寄回家 | 第1集         |
| 彭義   | 阿南伯         | 。                         | 第1集－第25集 |
| 程學書 | 阿南伯(中年)   | 。                         | 第1集－第25集 |
| 李得全 | 美娥父         | 。                         | 第1集－第25集 |
| 林苡安 | 美娥母         | 。                         | 第1集－第25集 |
| 李姵婕 | 陳明足         | 。                         | 第1集－第25集 |
| 李姵婕 | 陳明君         | 。                         | 第1集－第25集 |
| 方琦   | 陳明足(少女)   | 。                         | 第1集－第25集 |
| 方琦   | 陳明君(少女)   | 。                         | 第1集－第25集 |
| 劉濟民 | 永富           | 。                         | 第1集－第25集 |
| 王宇庭 | 小萍           | 。                         | 第1集－第25集 |
| 吳沂庭 | 勇成           | 。                         | 第1集－第25集 |
| 鄭詩婷 | 美惠           | 。                         | 第1集－第25集 |
| 徐思潔 | 孟慧           | 。                         | 第1集－第25集 |

### 其他演員
| 演員   | 角色         | 介紹 | 登場集數      |
| 李國禎 | 謝月德       | 。   | 第1集－第25集 |
| 蘇菲   | 阿麗嬸       | 。   | 第1集－第25集 |
| 張品晞 | 芳玲         | 。   | 第1集－第25集 |
| 黃仲杰 | 菜販         | 。   | 第1集－第25集 |
| 韓啟東 | 金發         | 。   | 第1集－第25集 |
| 劉尚恩 | 金發(青年)   | 。   | 第1集－第25集 |
| 洪毓璟 | 阿旺(青年)   | 。   | 第1集－第25集 |
| 黃湘如 | 莊阿媽       | 。   | 第1集－第25集 |
| 王秀   | 女主人       | 。   | 第1集－第25集 |
| 曾麗秋 | 老闆娘       | 。   | 第1集－第25集 |
| 鍾振盛 | 布店老闆     | 。   | 第1集－第25集 |
| 簡慶鋒 | 計程車司機   | 。   | 第1集－第25集 |
| 楊中慶 | 計程車司機   | 。   | 第1集－第25集 |
| 石聖龍 | 醫師         | 。   | 第1集－第25集 |
| 賀龍   | 醫師         | 。   | 第1集－第25集 |
| 陳名   | 醫師         | 。   | 第1集－第25集 |
| 劉珊妮 | 醫師         | 。   | 第1集－第25集 |
| 陳明勇 | 醫師         | 。   | 第1集－第25集 |
| 余佳凌 | 護理師       | 。   | 第1集－第25集 |
| 王藝臻 | 護理師       | 。   | 第1集－第25集 |
| 王俊傑 | 周老闆       | 。   | 第1集－第25集 |
| 盧正嚴 | 麵店老闆     | 。   | 第1集－第25集 |
| 劉一明 | 女管家       | 。   | 第1集－第25集 |
| 楊騰傑 | 慶祥         | 。   | 第1集－第25集 |
| 羅波   | 命理師       | 。   | 第1集－第25集 |
| 程政鈞 | 洪瑞龍       | 。   | 第1集－第25集 |
| 張柏謙 | 洪瑞龍(青年) | 。   | 第1集－第25集 |
| 魏文良 | 洪瑞明       | 。   | 第1集－第25集 |
| 林英成 | 洪瑞明(青年) | 。   | 第1集－第25集 |
| 鄧明卉 | 淑雲         | 。   | 第1集－第25集 |
| 李浚瑋 | 茂豐         | 。   | 第1集－第25集 |
| 劉昌翰 | 組長         | 。   | 第1集－第25集 |
| 曾瓏毅 | 阿昌         | 。   | 第1集－第25集 |
| 溫鳳秋 | 師姊         | 。   | 第1集－第25集 |
| 史瑞香 | 師姊         | 。   | 第1集－第25集 |
| 林義欽 | 師兄         | 。   | 第1集－第25集 |
| 林裕文 | 師兄         | 。   | 第1集－第25集 |
| 陳永輝 | 老顧客       | 。   | 第1集－第25集 |
| 郭安治 | 雜貨店老闆   | 。   | 第1集－第25集 |
| 曾彭財 | 雜貨店老闆   | 。   | 第1集－第25集 |
| 廖威良 | 居民         | 。   | 第1集－第25集 |
| 徐子桓 | 師娘         | 。   | 第1集－第25集 |
| 柯淑娟 | 女菜販       | 。   | 第1集－第25集 |
| 魏山景 | 客人         | 。   | 第1集－第25集 |
| 廖本程 | 鄰人         | 。   | 第1集－第25集 |
| 黃國峰 | 看門人       | 。   | 第1集－第25集 |
| 陳映澐 | 勇成(幼年)   | 。   | 第1集－第25集 |
| 黎沛婕 | 美惠(少女)   | 。   | 第1集－第25集 |
| 廖姿晴 | 孟慧(少女)   | 。   | 第1集－第25集 |
| 蘇均容 | 孟慧(幼年)   | 。   | 第1集－第25集 |
| 陳曼華 | 明君(幼年)   | 。   | 第1集－第25集 |
| 陳品潔 | 明足(幼年)   | 。   | 第1集－第25集 |
| 黃子庭 | 美惠(幼年)   | 。   | 第1集－第25集 |
| 張寓棠 | 盈如(幼年)   | 。   | 第1集－第25集 |
| 秦淮辰 | 勇成(嬰兒)   | 。   | 第1集－第25集 |
| 許庭瑄 | 孟慧女兒     | 。   | 第1集－第25集 |

## 電視劇歌曲
| 曲別   | 歌名 | 演唱者 | 作詞           | 作曲   |
| 主題曲 | 歲月 | 蔡佩芙 | 陸中玲、陳宗緯 | 陳宗緯 |

## 大愛會客室名單
| 集數  | 日期          | 來賓                 | 主持人 |
| 第1集 | 2019年7月25日 | 檢場、柯淑勤、王顯斌 | 譚艾珍 |

## 工作人員列表

### 製作團隊
- 監　製：王端正、葉樹姍、顧文珊
- 總策畫：黃崇家
- 製作人：鄭博元、王顯斌
- 執行製作人：李湧
- 編　審：曾橞簣
- 企宣統籌：董碧玲
- 企　宣：黃玟瑜、詹智凱、翁詩閔
- 顧　問：陳阿秋、陳吳雪
- 編　劇：費工怡
- 導　演：林書宏
- 製片統籌：潭永信
- 執行製作：顏朝山
- 製作助理：葉建男
- 副導演：黎先彧
- 場　記：余佳怡
- 攝影師：戰建達
- 攝影師：賴仕偉
- 攝影助理：高凡軒
- 成音師：陳柏緯
- 成音助理：林芳民
- 燈光師：楊世光
- 燈光助理：安春源、于御書
- 美術指導：田子豪
- 道　具：劉政義
- 道　具：古安娜
- 化妝師：陳宣容
- 梳化師：張欣如
- 梳化助理：林月珠
- 服裝師：吳淑慧
- 服裝助理：吳芊瑩
- 場務領班：李建融
- 場務助理：李豫群
- 花絮編導：林正大
- 海報設計：葉青松
- 海報設計：尤能傑
- 調光/後製：陳仲涵
- 合成特效：溫泉蛋
- 音效指導：余政憲
- 對白處理：吳知穎、董彥君
- 後期錄音：方子文、葉佳欣
- 配樂編曲：余政憲、徐儀芳
- 混　音：余政憲
- 協力單位：盛達影像製作有限公司、杰瑞音樂有限公司、大川大立數位影音科技、玉山企業社、聲驥音樂股份有限公司
- 製作公司：雷斯利傳媒國際股份有限公司
- 監製公司：慈濟傳播人文志業基金會

## 獎項紀錄
| 年份   | 頒獎典禮             | 獎項名稱         | 入圍者         | 結果 |
| 2020年 | 第15屆首爾國際電視節 | 最優秀長篇戲劇獎 | 《人生二十甲》 | 提名 |
| 2020年 | 第15屆首爾國際電視節 | 最優秀女演員獎   | 柯淑勤         | 提名 |

## 外部連結
- 人生二十甲 官方網站 （页面存档备份，存于）－大愛劇場
- 大愛劇場的Facebook專頁
- 大愛劇場的Instagram帳戶
- 《人生二十甲 （页面存档备份，存于）》-YAHOO! TV （页面存档备份，存于） 線上看

| 大愛電視台 週一至週日 20:00-20:49        | 大愛電視台 週一至週日 20:00-20:49           | 大愛電視台 週一至週日 20:00-20:49 |
| ---------------------------------------- | ------------------------------------------- | --------------------------------- |
|                                          | 人生二十甲 （2019年7月24日－2019年8月27日） |                                   |
| 百歲仁醫 （2019年6月4日－2019年6月17日） | 程哥懺悔路 （2019年8月28日－2019年10月8日） |                                   |